# Ли Чжаодао

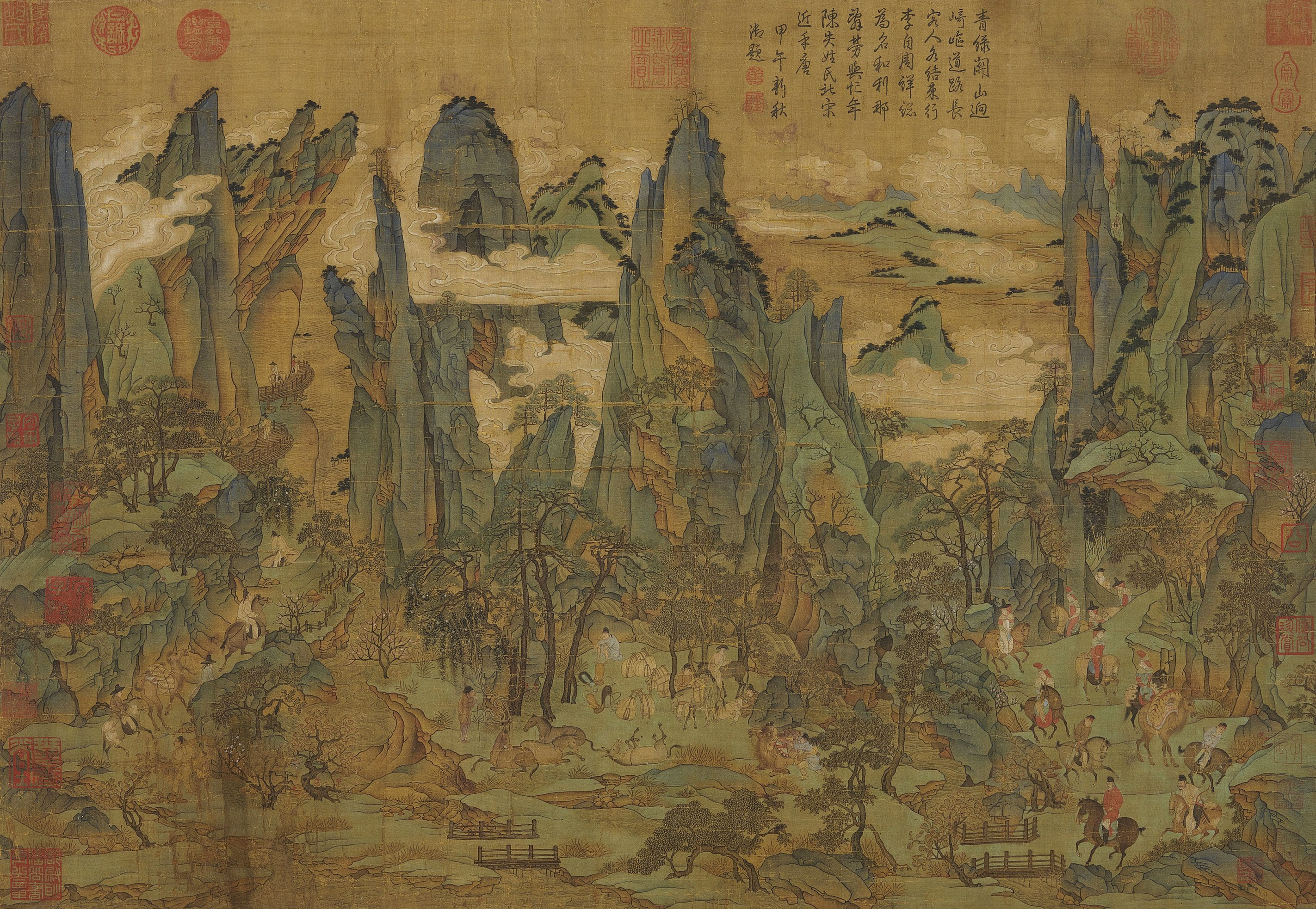
Ли Чжаодао. «Путешествие Минхуана в Шу». Сунская копия картины, созданной ок. 800 г. Гугун, Тайбэй.

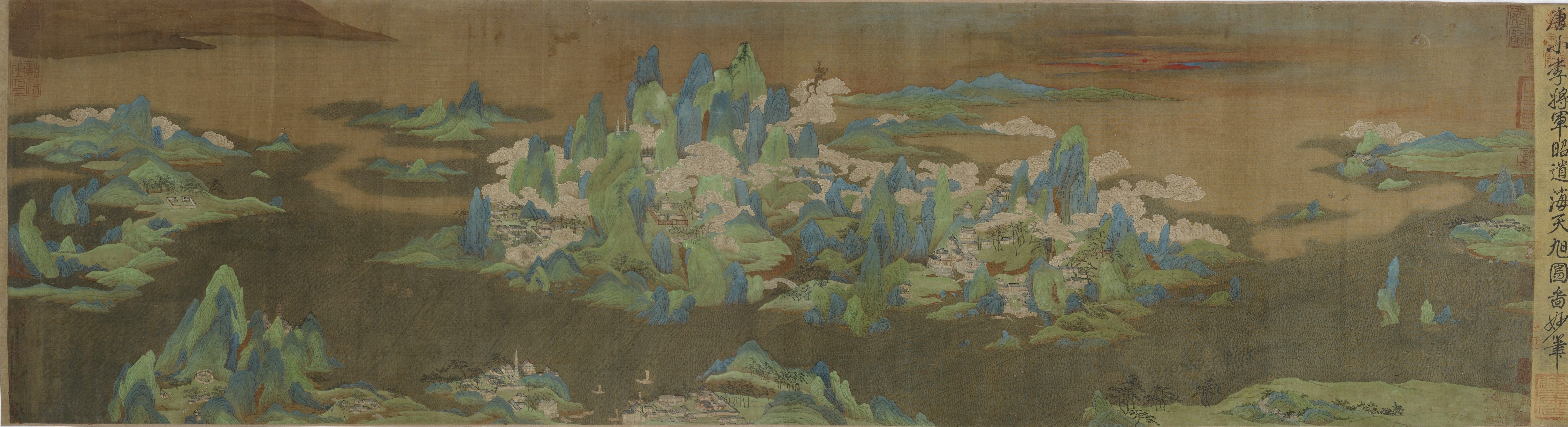
Рассвет над островами в океане. Минская копия с работы Ли Чжаодао. Галерея Фрир, Вашингтон.

Ли Чжаодао (李昭道; ок. 675—741) — китайский художник.

## Биография и творчество
Ли Чжаодао был сыном известного танского администратора и художника Ли Сысюня. В отличие от «старшего Ли», исторические сведения о «младшем Ли» более скудные. Сунский критик и теоретик Го Жосюй в своих «Записках о живописи: что видел и слышал» сообщает следующее: "… Маленький полководец Ли был сыном Ли Сысюня. Сысюнь… дослужился до звания Великий полководец увэй. Его сын Чжаодао занимал должность чжунше у наследника престола. И отец и сын были талантливыми живописцами. Когда отец умер, люди стали называть Чжаодао «Маленьким полководцем Ли».
То есть, младший Ли пошел по стопам отца, сделал неплохую административную карьеру и продолжил семейную традицию «сине-зеленого пейзажа».
После того как императрица Ухоу (624—705) отреклась от трона, Ли Чжаодао со своим отцом принимал активное участие в восстановлении правления клана Ли, к которому они принадлежали. Эта деятельность способствовала быстрому карьерному росту, и в 713 году Ли Чжаодао получил чин генерала (да-цзянцзюнь). Дальнейшие его назначения известны из хроник правления императора Сюаньцзуна (713—756), при котором Ли получал посты в центральных ведомствах, включая Императорский секретариат.
Имя Ли Чжаодао в истории китайской живописи обычно упоминают совместно с именем его отца в качестве одного из основателей сине-зелёного стиля пейзажа. Кроме того, согласно классификации, введённой известным художественным теоретиком и критиком эпохи Мин Дун Цичаном, отец и сын Ли являются основателями «северной школы пейзажа» — одного из двух основных направлений этого жанра, для которого характерна тщательная проработка деталей, и чёткая обрисовка тушью.
Настоящие произведения Ли Чжаодао не сохранились. Его имя обычно связывают с картиной «Путешествие Минхуана в Шу», которая хранится в Национальном музее Тайбэя. Этот выдающийся образец «сине-зеленого пейзажа» — возможно, лучшее, что сохранилось из танской пейзажной живописи. В отличие от раннего пейзажа, который был лишь сценой для каких-либо событий, в этой картине пейзаж доминирует и подавляет. Огромные горы здесь главные герои, а император со свитой теряются в широкой долине. Величественность пейзажа, присущая этому произведению, будет продолжена в работах художников периода Пяти династий и Сун.
Китайская традиция приписывает «Путешествие Минхуана в Шу» кисти Ли Чжаодао, однако серьёзных оснований так считать у специалистов практически нет. Дело в том, что на картине изображено не «путешествие», а бегство Минхуана (император Сюаньцзун) на юг от войск Ань Лушаня; «путешествие» в данном случае лишь эвфемизм, приличествующий Сыну Неба. Однако, это событие произошло через 15 лет после смерти художника, поэтому изобразить его он не мог. Современные эксперты считают, что это сунская копия картины, которая была создана около 800 года неизвестным танским художником, работавшим в стиле семейства Ли.
Кроме прославленной картины Ли Чжаодао приписывается ещё несколько произведений, дошедших до наших дней в поздних копиях, среди которых есть картина «Путники в весенних горах» из Национального дворцового музея Тайбэя, копирующая композицию «Путешествия Минхуана в Шу». Эта копия эпохи Мин имитирует более архаичную манеру пейзажа.

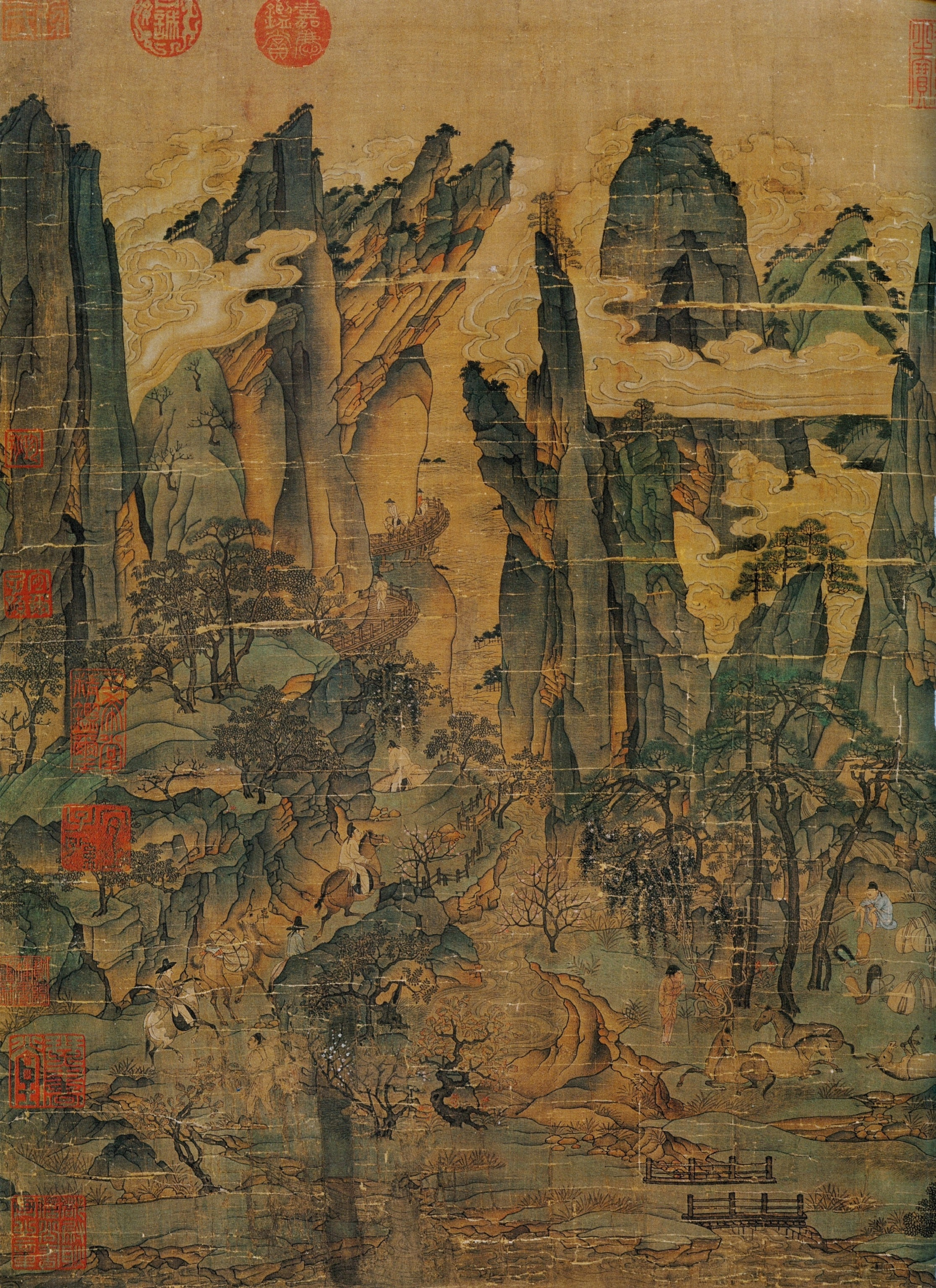
Путешествие Минхуана в Шу, левая часть.
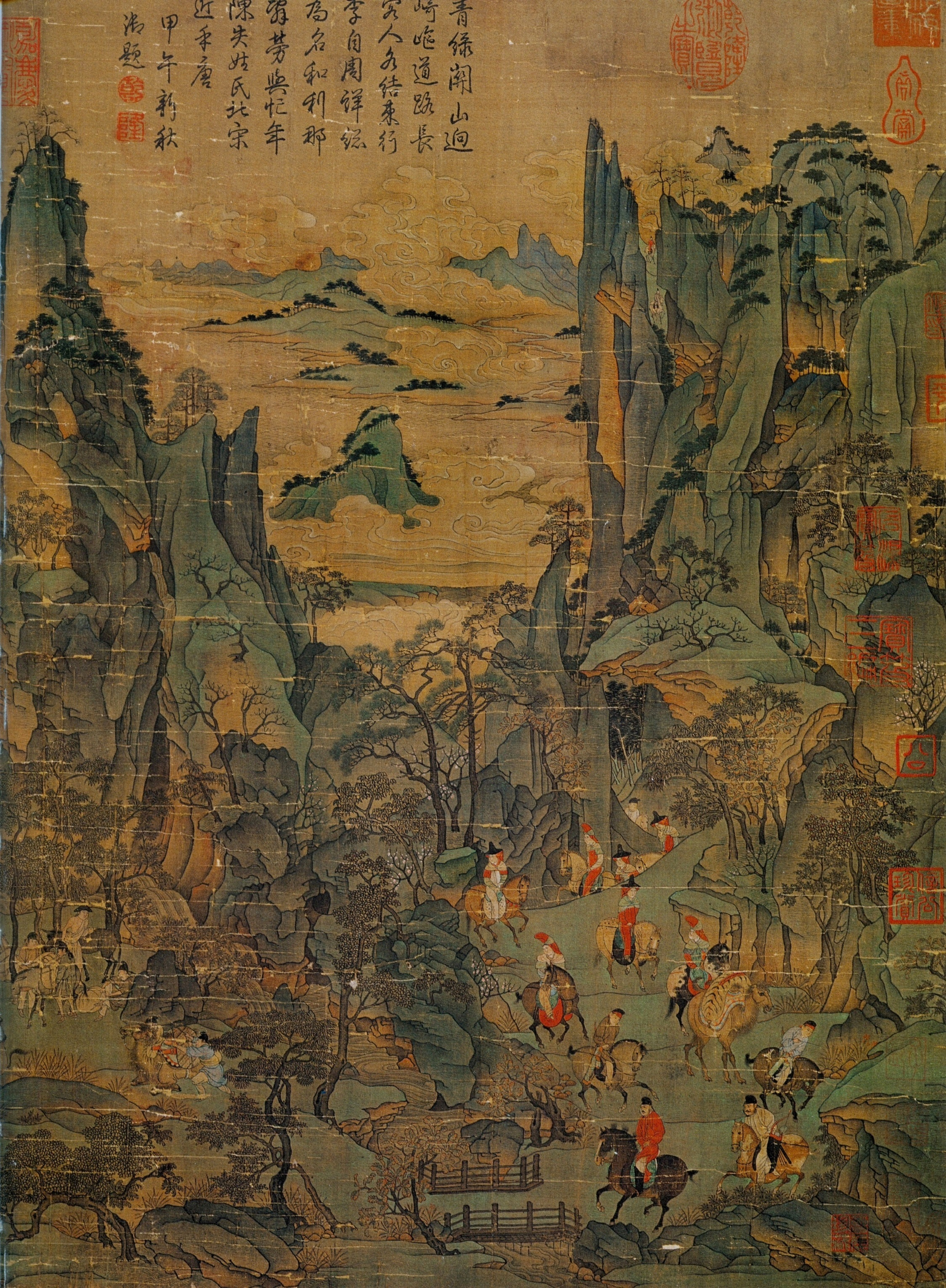
Путешествие Минхуана в Шу, правая часть.
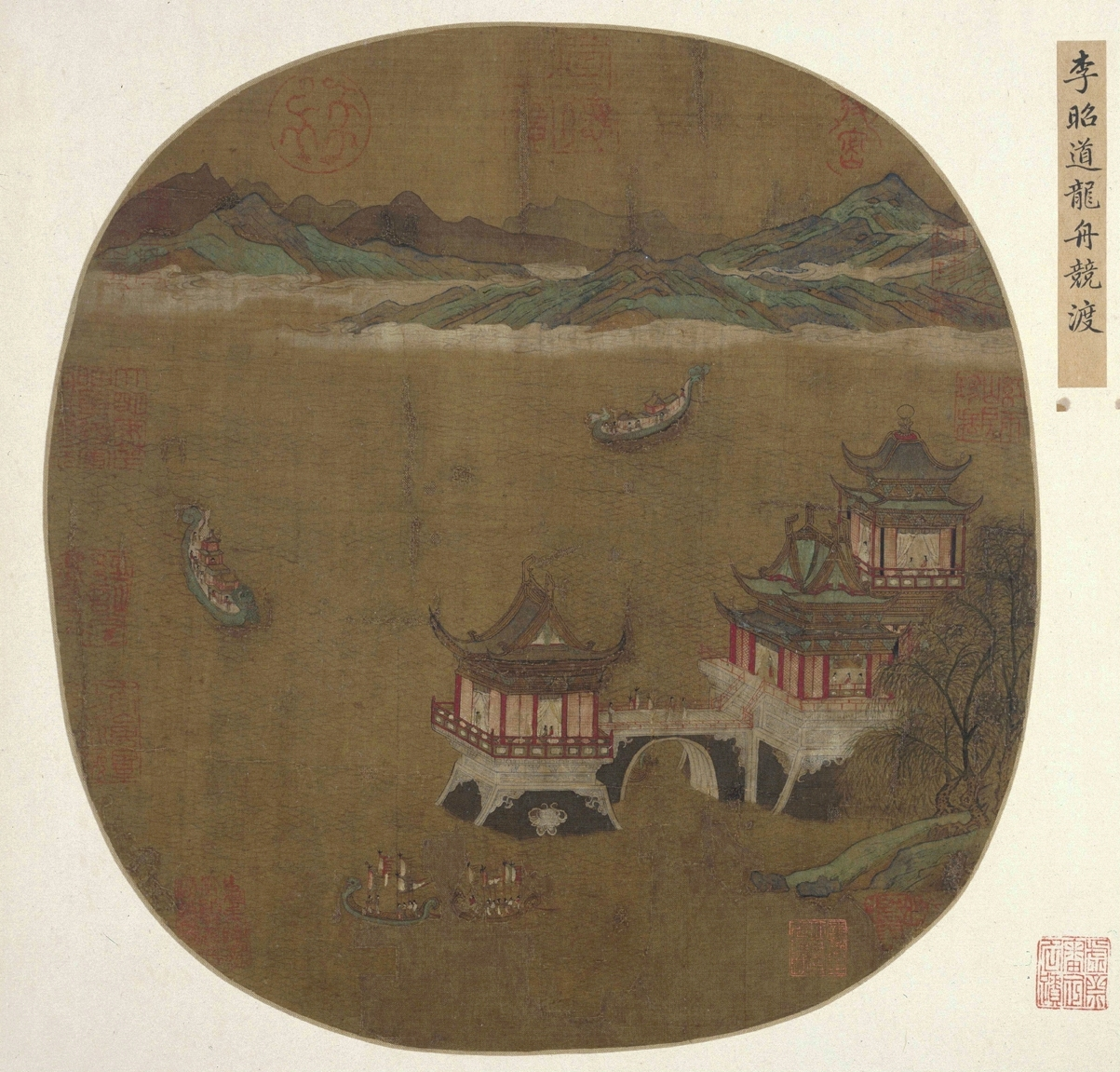
Гонки на драконьих лодках. Гугун, Пекин.
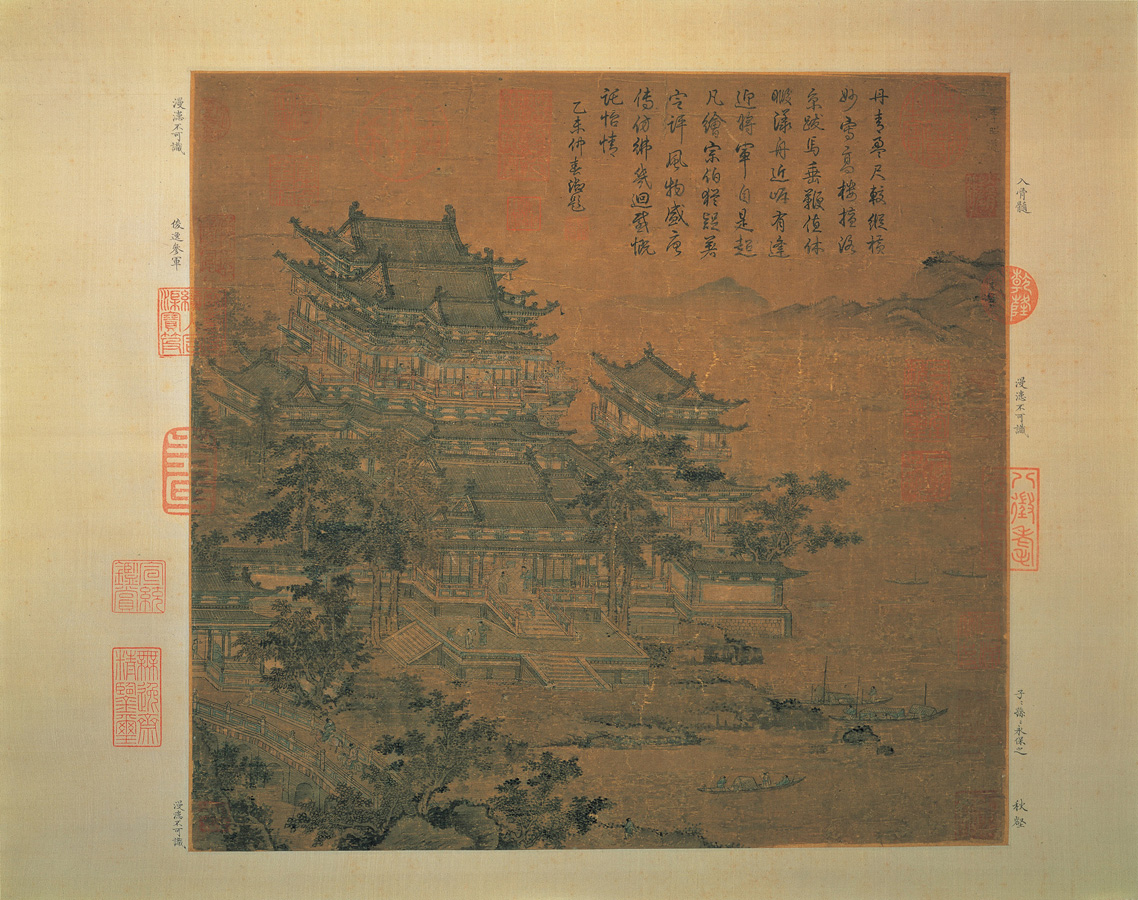
Башня Лояна. Альбомный лист. Гугун, Тайбэй.
Путники в весенних горах. Гугун, Тайбэй.

## Список произведений Ли Чжаодао
(по кн. James Cahill «An index of early Chinese painters and paintings: Tang, Sung, and Yüan» University of California Press. 1980)
- Гонки на драконьих лодках. Роспись веера. Приписывается. Юаньская или более поздняя работа. Пекин Гугун
- Река Чу. Лесистые горы. Обширный дворец среди обдуваемых ветром вод. Надписана поэма императором Цяньлунем. Тайбэй Гугун
- Путники в весенних горах. Позднеминская работа манерой копирующая композицию Путешествие Минхуана в Шу. Тайбэй Гугун
- Башня Лояна. Альбомный лист. Колофон написанный Дун Цичаном. Юаньская или раннеминская работа. Тайбэй Гугун
- Всадник возле озера. Минская работа в архаичной манере. Гугун, Тайбэй.
- Дворец Ляньчан. Альбомный лист. Приписывается. Южная Сун?
- Горы весной. Свиток. Золото и зеленые краски. Колофон подписанный Си-я (Ли Дунъян периода Мин). Поздняя имитация. Коллекция Фудзии Юринкан, Киото
- Дворец Цзючэн. Фрагмент поздней имитации. Бостон МИИ
- Рассвет над островами в океане. Свиток, шелк в сине-зеленой манере. Существует несколько других версий этой композиции и все приписываются Ли Чжаодао. Фрир, Вашингтон
- Две архаические картины — свитки в сине-зеленой манере. Поздние имитации. Музей Метрополитен, Нью-Йорк
- Речной пейзаж с домиками заснеженными горами. Приписывается. Поздняя потемневшая работа на шёлке. Каталог Лауфера.